# Тонхіл
Тонхіл — сомон аймаку Говь-Алтай, Монголія. Територія 7,3 тис. км², населення 3,5 тис. Центр — селище Зуйл розташований на відстані 175 км від міста Алтай та 800 км від Улан-Батору. Є школа, лікарня, Будинок культури.